# Agostino Agazzari
Agostino Agazzari (n. 2 decembrie 1578, Siena, Toscana – d.10 aprilie 1640, Siena) a fost un compozitor și muzicolog italian din perioada barocă.

## Descriere
Agostino Agazzari s-a născut într-o familie aristocrată; a fost la început înscris în Collegium Germanicum din Roma, iar începând din 1607 a revenit la Siena.

## Lucrări
- Primo libro de’ madrigali a sei voci (1596)[9]
- Cento concerti ecclesiastici (1602)
- Eumelio (1606)
- Del sonare sopra'l basso: con tutti li stromenti e dell'uso loro nel conserto (1607), retipărită New York 1950.